# Saud Abdulhamid
Saud Abdullah Abdulhamid (in arabo سعود عبدالله عبد الحميد‎?; Gedda, 18 luglio 1999) è un calciatore saudita, difensore del Lens, in prestito dalla Roma, e della nazionale saudita.

## Caratteristiche tecniche
È un terzino destro veloce e con una notevole spinta offensiva; ciò lo porta a essere abile nell'uno contro uno, propenso al cross e, di conseguenza, a realizzare un buon numero di assist.
Riesce a svolgere abilmente anche la fase difensiva, la sua velocità gli permette di rientrare in tempi brevi e di essere efficace nelle diagonali e negli anticipi.
Può essere impiegato anche sulla fascia sinistra.

## Carriera

### Club

#### Al-Ittihad e Al-Hilal
Ha giocato nella prima divisione saudita per sei stagioni consecutive, prima con l'Al-Ittihad dal 2018 al 2022 e poi con l'Al-Hilal dal 2022 al 2024.

#### Roma
Il 27 agosto 2024 viene acquistato a titolo definitivo dalla Roma per 2,5 milioni di euro e diventa il primo calciatore saudita nella storia della Serie A.
Il 26 settembre ha esordito con la squadra giallorossa a partita in corso contro l'Athletic Bilbao, nel match valido per la prima giornata di Europa League. Il 24 novembre seguente esordisce in massima serie nella sconfitta per 1-0 in casa del Napoli. Il 12 dicembre ha realizzato la prima rete con la Roma, segnando il gol del 2-0 contro il Braga, match valido per la fase campionato di Europa League; grazie a questa rete, Abdulhamid è divenuto il primo calciatore saudita a realizzare una rete con un club italiano. Tre giorni dopo, in occasione della 16ª giornata di Serie A disputatasi contro il Como, diviene il primo calciatore saudita ad essere schierato titolare in una partita di campionato italiano.Tuttavia nella sua stagione italiana raccoglie solo 8 presenze complessive con un gol, cosicchè il 3 agosto 2025 viene ceduto in prestito al Lens con diritto di riscatto e controriscatto.

### Nazionale
Con la nazionale under 20 saudita ha preso parte al campionato mondiale maschile under 20 di calcio 2019.

## Statistiche

### Presenze e reti nei club
Statistiche aggiornate al 9 marzo 2025.
| Stagione          | Squadra           | Campionato        | Campionato | Campionato | Coppe nazionali | Coppe nazionali | Coppe nazionali | Coppe continentali | Coppe continentali | Coppe continentali | Altre coppe | Altre coppe | Altre coppe | Totale | Totale |
| Stagione          | Squadra           | Comp              | Pres       | Reti       | Comp            | Pres            | Reti            | Comp               | Pres               | Reti               | Comp        | Pres        | Reti        | Pres   | Reti   |
| ----------------- | ----------------- | ----------------- | ---------- | ---------- | --------------- | --------------- | --------------- | ------------------ | ------------------ | ------------------ | ----------- | ----------- | ----------- | ------ | ------ |
| 2018-2019         | Al-Ittihad        | SPL               | 15         | 0          | KC              | 5               | 0               | ACL                | 2                  | 0                  | -           | -           | -           | 22     | 0      |
| 2019-2020         | Al-Ittihad        | SPL               | 24         | 1          | KC              | 1               | 0               | ACL                | 4                  | 0                  | CdC         | 7           | 0           | 36     | 1      |
| 2020-2021         | Al-Ittihad        | SPL               | 28         | 1          | KC              | 2               | 0               | -                  | -                  | -                  | -           | -           | -           | 30     | 1      |
| 2021-gen. 2022    | Al-Ittihad        | SPL               | 8          | 0          | KC              | -               | -               | -                  | -                  | -                  | -           | -           | -           | 8      | 0      |
| Totale Al-Ittihād | Totale Al-Ittihād | Totale Al-Ittihād | 75         | 2          |                 | 8               | 0               |                    | 6                  | 0                  |             | 7           | 0           | 96     | 2      |
| gen.-giu. 2022    | Al-Hilal          | SPL               | 13         | 0          | KC              | 3               | 0               | ACL                | 5                  | 0                  | Cmc         | 2           | 0           | 23     | 0      |
| 2022-2023         | Al-Hilal          | SPL               | 27         | 1          | KC              | 3               | 0               | ACL                | 5                  | 0                  | SS+Cmc      | 1+3         | 0           | 34     | 1      |
| 2023-2024         | Al-Hilal          | SPL               | 32         | 3          | KC              | 5               | 1               | ACL                | 12                 | 0                  | SS+CdC      | 2+6         | 0+0         | 57     | 4      |
| lug.-ago. 2024    | Al-Hilal          | SPL               | 0          | 0          | KC              | 0               | 0               | ACL                | 0                  | 0                  | SS+Cmc      | 2+0         | 0+0         | 2      | 0      |
| Totale Al-Hilal   | Totale Al-Hilal   | Totale Al-Hilal   | 72         | 4          |                 | 11              | 1               |                    | 22                 | 0                  |             | 16          | 0           | 121    | 5      |
| 2024-2025         | Roma              | A                 | 4          | 0          | CI              | 0               | 0               | UEL                | 4                  | 1                  | -           | -           | -           | 8      | 1      |
| 2025-2026         | Lens              | L1                | 0          | 0          | CF              | 0               | 0               | -                  | -                  | -                  | -           | -           | -           | 0      | 0      |
| Totale carriera   | Totale carriera   | Totale carriera   | 151        | 6          |                 | 19              | 1               |                    | 32                 | 1                  |             | 23          | 0           | 225    | 8      |

### Cronologia presenze e reti in nazionale
| Cronologia completa delle presenze e delle reti in nazionale ― Arabia Saudita | Cronologia completa delle presenze e delle reti in nazionale ― Arabia Saudita | Cronologia completa delle presenze e delle reti in nazionale ― Arabia Saudita | Cronologia completa delle presenze e delle reti in nazionale ― Arabia Saudita | Cronologia completa delle presenze e delle reti in nazionale ― Arabia Saudita | Cronologia completa delle presenze e delle reti in nazionale ― Arabia Saudita | Cronologia completa delle presenze e delle reti in nazionale ― Arabia Saudita | Cronologia completa delle presenze e delle reti in nazionale ― Arabia Saudita |
| Data                                                                          | Città                                                                         | In casa                                                                       | Risultato                                                                     | Ospiti                                                                        | Competizione                                                                  | Reti                                                                          | Note                                                                          |
| ----------------------------------------------------------------------------- | ----------------------------------------------------------------------------- | ----------------------------------------------------------------------------- | ----------------------------------------------------------------------------- | ----------------------------------------------------------------------------- | ----------------------------------------------------------------------------- | ----------------------------------------------------------------------------- | ----------------------------------------------------------------------------- |
| 5-9-2019                                                                      | Dammam                                                                        | Arabia Saudita                                                                | 1 – 1                                                                         | Mali                                                                          | Amichevole                                                                    | -                                                                             | 46’ 82’                                                                       |
| 19-11-2019                                                                    | Riad                                                                          | Arabia Saudita                                                                | 0 – 0                                                                         | Paraguay                                                                      | Amichevole                                                                    | -                                                                             | 21’                                                                           |
| 27-11-2019                                                                    | Doha                                                                          | Kuwait                                                                        | 3 – 1                                                                         | Arabia Saudita                                                                | Gulf Cup 2019 - 1º turno                                                      | -                                                                             |                                                                               |
| 5-12-2019                                                                     | Doha                                                                          | Qatar                                                                         | 0 – 1                                                                         | Arabia Saudita                                                                | Gulf Cup 2019 - Semifinale                                                    | -                                                                             | 89’                                                                           |
| 25-3-2021                                                                     | Riad                                                                          | Arabia Saudita                                                                | 1 – 0                                                                         | Kuwait                                                                        | Amichevole                                                                    | -                                                                             | 60’                                                                           |
| 11-6-2021                                                                     | Riad                                                                          | Arabia Saudita                                                                | 3 – 0                                                                         | Singapore                                                                     | Qual. Mondiali 2022                                                           | -                                                                             | 71’                                                                           |
| 15-6-2021                                                                     | Riad                                                                          | Arabia Saudita                                                                | 3 – 0                                                                         | Uzbekistan                                                                    | Qual. Mondiali 2022                                                           | -                                                                             | 78’ 90+4’                                                                     |
| 7-10-2021                                                                     | Gedda                                                                         | Arabia Saudita                                                                | 1 – 0                                                                         | Giappone                                                                      | Qual. Mondiali 2022                                                           | -                                                                             | 86’                                                                           |
| 12-10-2021                                                                    | Gedda                                                                         | Arabia Saudita                                                                | 3 – 2                                                                         | Cina                                                                          | Qual. Mondiali 2022                                                           | -                                                                             | 75’                                                                           |
| 1-12-2021                                                                     | Al Rayyan                                                                     | Arabia Saudita                                                                | 0 – 1                                                                         | Giordania                                                                     | Coppa araba FIFA 2021 - 1º turno                                              | -                                                                             |                                                                               |
| 4-12-2021                                                                     | Al Rayyan                                                                     | Palestina                                                                     | 1 – 1                                                                         | Arabia Saudita                                                                | Coppa araba FIFA 2021 - 1º turno                                              | -                                                                             | cap. 58’                                                                      |
| 7-12-2021                                                                     | Doha                                                                          | Marocco                                                                       | 1 – 0                                                                         | Arabia Saudita                                                                | Coppa araba FIFA 2021 - 1º turno                                              | -                                                                             | cap. 55’                                                                      |
| 1-2-2022                                                                      | Saitama                                                                       | Giappone                                                                      | 2 – 0                                                                         | Arabia Saudita                                                                | Qual. Mondiali 2022                                                           | -                                                                             | 55’                                                                           |
| 24-3-2022                                                                     | Sharja                                                                        | Cina                                                                          | 1 – 1                                                                         | Arabia Saudita                                                                | Qual. Mondiali 2022                                                           | -                                                                             | 66’                                                                           |
| 29-3-2022                                                                     | Gedda                                                                         | Arabia Saudita                                                                | 1 – 0                                                                         | Australia                                                                     | Qual. Mondiali 2022                                                           | -                                                                             | 88’                                                                           |
| 23-9-2022                                                                     | Murcia                                                                        | Arabia Saudita                                                                | 0 – 0                                                                         | Ecuador                                                                       | Amichevole                                                                    | -                                                                             |                                                                               |
| 27-9-2022                                                                     | Murcia                                                                        | Arabia Saudita                                                                | 0 – 0                                                                         | Stati Uniti                                                                   | Amichevole                                                                    | -                                                                             | 57’                                                                           |
| 22-10-2022                                                                    | Abu Dhabi                                                                     | Arabia Saudita                                                                | 1 – 0                                                                         | Macedonia del Nord                                                            | Amichevole                                                                    | -                                                                             | 60’                                                                           |
| 26-10-2022                                                                    | Abu Dhabi                                                                     | Arabia Saudita                                                                | 1 – 1                                                                         | Albania                                                                       | Amichevole                                                                    | -                                                                             |                                                                               |
| 30-10-2022                                                                    | Abu Dhabi                                                                     | Arabia Saudita                                                                | 0 – 0                                                                         | Honduras                                                                      | Amichevole                                                                    | -                                                                             |                                                                               |
| 6-11-2022                                                                     | Abu Dhabi                                                                     | Arabia Saudita                                                                | 1 – 0                                                                         | Islanda                                                                       | Amichevole                                                                    | 1                                                                             |                                                                               |
| 10-11-2022                                                                    | Abu Dhabi                                                                     | Arabia Saudita                                                                | 1 – 1                                                                         | Panama                                                                        | Amichevole                                                                    | -                                                                             | 46’ 88’                                                                       |
| 16-11-2022                                                                    | Riad                                                                          | Arabia Saudita                                                                | 0 – 1                                                                         | Croazia                                                                       | Amichevole                                                                    | -                                                                             |                                                                               |
| 22-11-2022                                                                    | Lusail                                                                        | Argentina                                                                     | 1 – 2                                                                         | Arabia Saudita                                                                | Mondiali 2022 - 1º turno                                                      | -                                                                             | 82’                                                                           |
| 26-11-2022                                                                    | Al Rayyan                                                                     | Polonia                                                                       | 2 – 0                                                                         | Arabia Saudita                                                                | Mondiali 2022 - 1º turno                                                      | -                                                                             |                                                                               |
| 30-11-2022                                                                    | Lusail                                                                        | Arabia Saudita                                                                | 1 – 2                                                                         | Messico                                                                       | Mondiali 2022 - 1º turno                                                      | -                                                                             |                                                                               |
| 24-3-2023                                                                     | Gedda                                                                         | Arabia Saudita                                                                | 1 – 2                                                                         | Venezuela                                                                     | Amichevole                                                                    | -                                                                             | 18’                                                                           |
| 8-9-2023                                                                      | Newcastle upon Tyne                                                           | Arabia Saudita                                                                | 1 – 3                                                                         | Costa Rica                                                                    | Amichevole                                                                    | -                                                                             |                                                                               |
| 12-9-2023                                                                     | Newcastle upon Tyne                                                           | Arabia Saudita                                                                | 0 – 1                                                                         | Corea del Sud                                                                 | Amichevole                                                                    | -                                                                             | 65’                                                                           |
| 16-11-2023                                                                    | Dammam                                                                        | Arabia Saudita                                                                | 4 – 0                                                                         | Pakistan                                                                      | Qual. Mondiali 2026                                                           | -                                                                             |                                                                               |
| 21-11-2023                                                                    | Amman                                                                         | Giordania                                                                     | 0 – 2                                                                         | Arabia Saudita                                                                | Qual. Mondiali 2026                                                           | -                                                                             |                                                                               |
| 16-1-2024                                                                     | Doha                                                                          | Arabia Saudita                                                                | 2 – 1                                                                         | Oman                                                                          | Coppa d'Asia 2023 - 1º turno                                                  | -                                                                             |                                                                               |
| 21-1-2024                                                                     | Al Khawr                                                                      | Kirghizistan                                                                  | 0 – 2                                                                         | Arabia Saudita                                                                | Coppa d'Asia 2023 - 1º turno                                                  | -                                                                             |                                                                               |
| 30-1-2024                                                                     | Al Rayyan                                                                     | Arabia Saudita                                                                | 1 – 1 dts (2 – 4 dtr)                                                         | Corea del Sud                                                                 | Coppa d'Asia 2023 - Ottavi di finale                                          | -                                                                             |                                                                               |
| 21-3-2024                                                                     | Riad                                                                          | Arabia Saudita                                                                | 1 – 0                                                                         | Tagikistan                                                                    | Qual. Mondiali 2026                                                           | -                                                                             |                                                                               |
| 11-6-2024                                                                     | Riad                                                                          | Arabia Saudita                                                                | 1 – 2                                                                         | Giordania                                                                     | Qual. Mondiali 2026                                                           | -                                                                             |                                                                               |
| 5-9-2024                                                                      | Gedda                                                                         | Arabia Saudita                                                                | 1 – 1                                                                         | Indonesia                                                                     | Qual. Mondiali 2026                                                           | -                                                                             | 33’                                                                           |
| 10-9-2024                                                                     | Dalian                                                                        | Cina                                                                          | 1 – 2                                                                         | Arabia Saudita                                                                | Qual. Mondiali 2026                                                           | -                                                                             | 59’                                                                           |
| 10-10-2024                                                                    | Gedda                                                                         | Arabia Saudita                                                                | 0 – 2                                                                         | Giappone                                                                      | Qual. Mondiali 2026                                                           | -                                                                             | 70’                                                                           |
| 14-11-2024                                                                    | Melbourne                                                                     | Australia                                                                     | 0 – 0                                                                         | Arabia Saudita                                                                | Qual. Mondiali 2026                                                           | -                                                                             |                                                                               |
| 19-11-2024                                                                    | Giacarta                                                                      | Indonesia                                                                     | 2 – 0                                                                         | Arabia Saudita                                                                | Qual. Mondiali 2026                                                           | -                                                                             | 90+2’                                                                         |
| 20-3-2025                                                                     | Riad                                                                          | Arabia Saudita                                                                | 1 – 0                                                                         | Cina                                                                          | Qual. Mondiali 2026                                                           | -                                                                             | 54’                                                                           |
| 5-6-2025                                                                      | Riffa                                                                         | Bahrein                                                                       | 0 – 2                                                                         | Arabia Saudita                                                                | Qual. Mondiali 2026                                                           | -                                                                             | 89’                                                                           |
| 10-6-2025                                                                     | Gedda                                                                         | Arabia Saudita                                                                | 1 – 2                                                                         | Australia                                                                     | Qual. Mondiali 2026                                                           | -                                                                             | 62’                                                                           |
| 15-6-2025                                                                     | San Diego                                                                     | Haiti                                                                         | 0 – 1                                                                         | Arabia Saudita                                                                | Gold Cup 2025 - 1º turno                                                      | -                                                                             |                                                                               |
| 19-6-2025                                                                     | Austin                                                                        | Arabia Saudita                                                                | 0 – 1                                                                         | Stati Uniti                                                                   | Gold Cup 2025 - 1º turno                                                      | -                                                                             |                                                                               |
| 22-6-2025                                                                     | Paradise                                                                      | Arabia Saudita                                                                | 1 – 1                                                                         | Trinidad e Tobago                                                             | Gold Cup 2025 - 1º turno                                                      | -                                                                             |                                                                               |
| 28-6-2025                                                                     | Glendale                                                                      | Messico                                                                       | 2 – 0                                                                         | Arabia Saudita                                                                | Gold Cup 2025 - Quarti di finale                                              | -                                                                             |                                                                               |
| Totale                                                                        |                                                                               | Presenze                                                                      | 48                                                                            |                                                                               | Reti                                                                          | 1                                                                             |                                                                               |

| Cronologia completa delle presenze e delle reti in nazionale ― Arabia Saudita olimpica | Cronologia completa delle presenze e delle reti in nazionale ― Arabia Saudita olimpica | Cronologia completa delle presenze e delle reti in nazionale ― Arabia Saudita olimpica | Cronologia completa delle presenze e delle reti in nazionale ― Arabia Saudita olimpica | Cronologia completa delle presenze e delle reti in nazionale ― Arabia Saudita olimpica | Cronologia completa delle presenze e delle reti in nazionale ― Arabia Saudita olimpica | Cronologia completa delle presenze e delle reti in nazionale ― Arabia Saudita olimpica | Cronologia completa delle presenze e delle reti in nazionale ― Arabia Saudita olimpica |
| Data                                                                                   | Città                                                                                  | In casa                                                                                | Risultato                                                                              | Ospiti                                                                                 | Competizione                                                                           | Reti                                                                                   | Note                                                                                   |
| -------------------------------------------------------------------------------------- | -------------------------------------------------------------------------------------- | -------------------------------------------------------------------------------------- | -------------------------------------------------------------------------------------- | -------------------------------------------------------------------------------------- | -------------------------------------------------------------------------------------- | -------------------------------------------------------------------------------------- | -------------------------------------------------------------------------------------- |
| 22-7-2021                                                                              | Yokohama                                                                               | Costa d'Avorio olimpica                                                                | 2 – 1                                                                                  | Arabia Saudita olimpica                                                                | Olimpiadi 2020 - 1º turno                                                              | -                                                                                      |                                                                                        |
| 25-7-2021                                                                              | Yokohama                                                                               | Arabia Saudita olimpica                                                                | 2 – 3                                                                                  | Germania olimpica                                                                      | Olimpiadi 2020 - 1º turno                                                              | -                                                                                      | 86’                                                                                    |
| 28-7-2021                                                                              | Saitama                                                                                | Arabia Saudita olimpica                                                                | 1 – 3                                                                                  | Brasile olimpica                                                                       | Olimpiadi 2020 - 1º turno                                                              | -                                                                                      |                                                                                        |
| Totale                                                                                 |                                                                                        | Presenze                                                                               | 3                                                                                      |                                                                                        | Reti                                                                                   | 0                                                                                      |                                                                                        |

| Cronologia completa delle presenze e delle reti in nazionale ― Arabia Saudita under 23 | Cronologia completa delle presenze e delle reti in nazionale ― Arabia Saudita under 23 | Cronologia completa delle presenze e delle reti in nazionale ― Arabia Saudita under 23 | Cronologia completa delle presenze e delle reti in nazionale ― Arabia Saudita under 23 | Cronologia completa delle presenze e delle reti in nazionale ― Arabia Saudita under 23 | Cronologia completa delle presenze e delle reti in nazionale ― Arabia Saudita under 23 | Cronologia completa delle presenze e delle reti in nazionale ― Arabia Saudita under 23 | Cronologia completa delle presenze e delle reti in nazionale ― Arabia Saudita under 23 |
| Data                                                                                   | Città                                                                                  | In casa                                                                                | Risultato                                                                              | Ospiti                                                                                 | Competizione                                                                           | Reti                                                                                   | Note                                                                                   |
| -------------------------------------------------------------------------------------- | -------------------------------------------------------------------------------------- | -------------------------------------------------------------------------------------- | -------------------------------------------------------------------------------------- | -------------------------------------------------------------------------------------- | -------------------------------------------------------------------------------------- | -------------------------------------------------------------------------------------- | -------------------------------------------------------------------------------------- |
| 9-1-2020                                                                               | Rangsit                                                                                | Giappone under 23                                                                      | 1 – 2                                                                                  | Arabia Saudita under 23                                                                | Coppa d'Asia AFC Under-23 2020                                                         | -                                                                                      |                                                                                        |
| 12-1-2020                                                                              | Rangsit                                                                                | Arabia Saudita under 23                                                                | 0 – 0                                                                                  | Qatar under 23                                                                         | Coppa d'Asia AFC Under-23 2020                                                         | -                                                                                      | 15’                                                                                    |
| 15-1-2020                                                                              | Rangsit                                                                                | Arabia Saudita under 23                                                                | 1 – 0                                                                                  | Siria under 23                                                                         | Coppa d'Asia AFC Under-23 2020                                                         | -                                                                                      |                                                                                        |
| 18-1-2020                                                                              | Rangsit                                                                                | Arabia Saudita under 23                                                                | 1 – 0                                                                                  | Thailandia under 23                                                                    | Coppa d'Asia AFC Under-23 2020                                                         | -                                                                                      |                                                                                        |
| 22-1-2020                                                                              | Bangkok                                                                                | Arabia Saudita under 23                                                                | 1 – 0                                                                                  | Uzbekistan under 23                                                                    | Coppa d'Asia AFC Under-23 2020                                                         | -                                                                                      | 76’                                                                                    |
| 26-1-2020                                                                              | Bangkok                                                                                | Corea del Sud under 23                                                                 | 1 – 0 dts                                                                              | Arabia Saudita under 23                                                                | Coppa d'Asia AFC Under-23 2020                                                         | -                                                                                      | 64’                                                                                    |
| 30-10-2021                                                                             | Tashkent                                                                               | Kuwait under 23                                                                        | 2 – 1                                                                                  | Arabia Saudita under 23                                                                | Qualificazioni Coppa d'Asia AFC Under-23 2022                                          | -                                                                                      | cap. 48’                                                                               |
| 2-11-2021                                                                              | Tashkent                                                                               | Arabia Saudita under 23                                                                | 3 – 0                                                                                  | Bangladesh under 23                                                                    | Qualificazioni Coppa d'Asia AFC Under-23 2022                                          | 1                                                                                      | cap.                                                                                   |
| 3-6-2022                                                                               | Tashkent                                                                               | Arabia Saudita under 23                                                                | 5 – 0                                                                                  | Tagikistan under 23                                                                    | Coppa d'Asia AFC Under-23 2022                                                         | -                                                                                      | cap.                                                                                   |
| 6-6-2022                                                                               | Tashkent                                                                               | Giappone under 23                                                                      | 0 – 0                                                                                  | Arabia Saudita under 23                                                                | Coppa d'Asia AFC Under-23 2022                                                         | -                                                                                      | cap. 27’                                                                               |
| 9-6-2022                                                                               | Tashkent                                                                               | Arabia Saudita under 23                                                                | 2 – 0                                                                                  | Emirati Arabi Uniti under 23                                                           | Coppa d'Asia AFC Under-23 2022                                                         | 1                                                                                      | cap. 48’                                                                               |
| 15-6-2022                                                                              | Tashkent                                                                               | Australia under 23                                                                     | 0 – 2                                                                                  | Arabia Saudita under 23                                                                | Coppa d'Asia AFC Under-23 2022                                                         | -                                                                                      |                                                                                        |
| 19-6-2022                                                                              | Tashkent                                                                               | Uzbekistan under 23                                                                    | 0 – 2                                                                                  | Arabia Saudita under 23                                                                | Coppa d'Asia AFC Under-23 2022                                                         | -                                                                                      |                                                                                        |
| Totale                                                                                 |                                                                                        | Presenze                                                                               | 13                                                                                     |                                                                                        | Reti                                                                                   | 2                                                                                      |                                                                                        |

| Cronologia completa delle presenze e delle reti in nazionale ― Arabia Saudita under 20 | Cronologia completa delle presenze e delle reti in nazionale ― Arabia Saudita under 20 | Cronologia completa delle presenze e delle reti in nazionale ― Arabia Saudita under 20 | Cronologia completa delle presenze e delle reti in nazionale ― Arabia Saudita under 20 | Cronologia completa delle presenze e delle reti in nazionale ― Arabia Saudita under 20 | Cronologia completa delle presenze e delle reti in nazionale ― Arabia Saudita under 20 | Cronologia completa delle presenze e delle reti in nazionale ― Arabia Saudita under 20 | Cronologia completa delle presenze e delle reti in nazionale ― Arabia Saudita under 20 |
| Data                                                                                   | Città                                                                                  | In casa                                                                                | Risultato                                                                              | Ospiti                                                                                 | Competizione                                                                           | Reti                                                                                   | Note                                                                                   |
| -------------------------------------------------------------------------------------- | -------------------------------------------------------------------------------------- | -------------------------------------------------------------------------------------- | -------------------------------------------------------------------------------------- | -------------------------------------------------------------------------------------- | -------------------------------------------------------------------------------------- | -------------------------------------------------------------------------------------- | -------------------------------------------------------------------------------------- |
| 18-5-2019                                                                              | Coimbra                                                                                | Portogallo under 20                                                                    | 3 – 1                                                                                  | Arabia Saudita under 20                                                                | Amichevole                                                                             | -                                                                                      | 82’                                                                                    |
| 25-5-2019                                                                              | Gdynia                                                                                 | Francia under 20                                                                       | 2 – 0                                                                                  | Arabia Saudita under 20                                                                | Mondiali Under-20 2019 - 1º turno                                                      | -                                                                                      | 84’                                                                                    |
| 28-5-2019                                                                              | Gdynia                                                                                 | Arabia Saudita under 20                                                                | 3 – 4                                                                                  | Mali under 20                                                                          | Mondiali Under-20 2019 - 1º turno                                                      | -                                                                                      |                                                                                        |
| 31-5-2019                                                                              | Bydgoszcz                                                                              | Arabia Saudita under 20                                                                | 1 – 2                                                                                  | Panama under 20                                                                        | Mondiali Under-20 2019 - 1º turno                                                      | -                                                                                      |                                                                                        |
| Totale                                                                                 |                                                                                        | Presenze                                                                               | 4                                                                                      |                                                                                        | Reti                                                                                   | 0                                                                                      |                                                                                        |

## Palmarès

### Club
- Campionato saudita: 2

Al-Hilal: 2021-2022, 2023-2024
- Coppa del Re dei Campioni: 2

Al-Hilal: 2022-2023, 2023-2024
- Supercoppa saudita: 2

Al-Hilal: 2023, 2024

### Nazionale
- Coppa d'Asia under 19: 1

2018
- Coppa d'Asia Under-23: 1

2022